# Leila Hadioui
Leila Hadioui (Casablanca, 16 de enero de 1985) es una actriz, modelo y presentadora de televisión marroquí.

## Biografía
Hadioui nació en Casablanca en 1985. Su padre, Noureddine Hadioui, era el muecín de la mezquita Hassan II en Casablanca. Se interesó por la moda desde una edad temprana, y con frecuencia veía programas de moda en la televisión.

## Carrera
A los 17 años debutó como modelo. Colaboró con los mejores diseñadores marroquíes en la feria Caftan 2007, desfilando ese mismo año en París y luego fundó su propia línea de ropa para mujeres. Es el rostro de Diamantine y GC. 
En 2010, apareció en la película para televisión Les Enfants Terribles de Casablanca, dirigida por Abdelkarim Derkaoui. Se ha desempeñado como presentadora del programa de moda Sabahiyate. En 2014, protagonizó la película Sara dirigida por Said Naciri. 
Desde su debut como actriz ha participado en películas, telenovelas y programas de televisión y ha declarado que no quiere actuar en ninguna película fuera de Marruecos porque siente nostalgia, y las vacaciones más largas fuera del país que tomó fueron dos semanas.

## Vida personal
Hadioui está casada y tiene una hija llamada Ines, nacida en 2005. Su padre murió en la estampida de Mina en 2015. Posteriormente, se hicieron muchos perfiles falsos de Facebook para ella, los cuales denunció. En marzo de 2020, subió un video de su hija y su baile en respuesta a la pandemia de COVID-19, lo que provocó una gran cantidad de protestas.

## Filmografía
- 2009 : 37 kilometers Celsius
- 2010 : Les Enfants Terribles de Casablanca
- 2011-2018 : Sabahiyat (serie de televisión)
- 2011 : Une Heure En Enfer (serie de televisión)
- 2014 : Sara
- 2017 : The Pilgrims
- 2017 : l'khawa (serie de televisión)
- 2018 : hay lbehja